# Левассёр, Пьер Франсуа
Пьер Франсуа Левассёр (фр. Pierre François Levasseur; 1753—1816) — французский композитор и виолончелист. Возможно, старший брат Жана Анри Левассёра.
В молодости изучал теологию, но впоследствии отказался от духовного сана. С 1782 года учился игре на виолончели у Жана Луи Дюпора в Париже. Дебютировал в 1789 году в «Духовных концертах», в дальнейшем был признан виртуозом игры на виолончели. В 1785—1815 работал в оркестре Парижской оперы, где давал много концертов. Написал 12 дуэтов для 2 виолончелей.